# Claude Costy

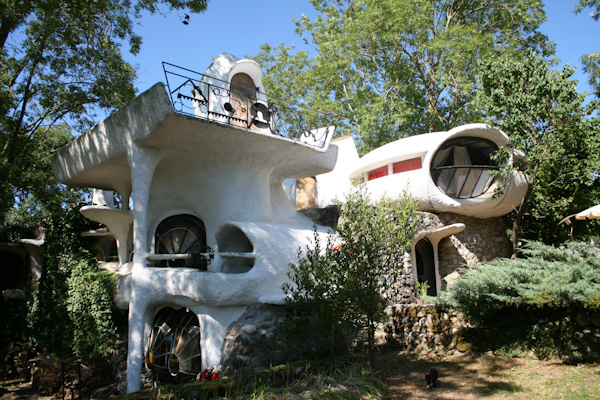
Maison de Minzier connue également sous le nom de maison ruine

Claude Costy, connue aussi sous le nom Claude Häusermann-Costy, est une architecte franco-suisse née le 30 juin 1931 à Genève en Suisse. Elle est affiliée au mouvement de l'architecture organique et elle a réalisé essentiellement des maisons bulles. De 1966 à 1972, la plupart de ses œuvres sont cosignées avec Pascal Häusermann, son compagnon. Ils construisent ensemble de nombreuses maisons individuelles utilisant la technique novatrice du voile de béton projeté. On trouve l'essentiel de ces constructions en région Auvergne-Rhône-Alpes.

## Biographie
Claude Costy s’intéresse à l'architecture très jeune : elle s'initie et se forme auprès de Maurice Novarina qui était voisin et ami de ses parents,.
Elle fait ses études à l'école d'architecture et d'urbanisme de Genève, étant une des rares femmes de sa promotion. Dans sa carrière, elle dut d'ailleurs s'imposer dans ce milieu peu féminisé. Elle rencontre Pascal Häusermann à l'école de Genève, ils obtiennent leur diplôme tous les deux en 1962 et ils formeront un couple entre 1966 et 1972. Ils cosignent pratiquement tous les projets de cette période,. 
Partie faire un stage aux États-Unis pour ses études à Carmel en Californie en 1954-1955, elle rencontre Frank Lloyd Wright et Paolo Soleri dont elle visite la maison. C'est également là-bas qu'elle découvre l'utilisation du gunitage pour les piscines. La première réalisation avec Pascal Häusermann, Eric Hoechel et Bruno Camoletti est la maison Novéry dans la cour du château dans lequel ils habitaient. C'est un prototype de maison en plastique publié dans le magazine L'Architecture d'aujourd'hui en 1964,. Un autre article a été publié dans le magazine Elle au printemps 1966 sur deux maisons construites au bord du Rhône par Pascal Häusermann, ce qui valu au couple de nombreuses demandes dans toute la France ; mais la difficulté à obtenir des permis de construire et de former des entrepreneurs à la technique du béton projeté limitent le nombre de leurs réalisations.
En 1965, ils adhèrent au Groupe international d'architecture prospective (GIAP) fondé par Michel Ragon.
En mai 1968, ils commencent à construire leur maison à Minzier sur la ruine d'un presbytère sur un terrain qu'elle avait acheté en 1962. 
Joël Unal voyant cette maison décide de construire la sienne et c'est ainsi qu'il bâtit seul sa maison en Ardèche selon les plans de Claude Costy de 1973 à 2008,. Cet ensemble a été inscrit en 2010 aux monuments historiques et est connue sous le nom de maison Unal.
En 1970, le couple Costy-Häusermann crée le Groupe évolutif, avec Jean-Louis Chanéac et Antti Lovag, qui commence à construire ses premières maisons bulles. En 1971, il se structure en association, « Habitat évolutif », réunissant des architectes, des industriels du plastique, des étudiants, des sculpteurs, un promoteur immobilier et le maire de Douvaine, Jacques Miguet. 
En 1971, Jacques Miguet lance le projet du centre urbain de sa ville alliant commerces, équipements communaux et logements, et charge Claude Costy et Pascal Häusermann de sa réalisation. Ils se répartissent les constructions et Claude Costy construit l'école maternelle qui ouvre pour la rentrée de 1978. L'ensemble a été labellisé Patrimoine du XXe siècle par la DRAC en 2003 puis inscrit aux monuments historique en 2017. Récemment, l'architecte a été consultée pour l'extension récente de l'école afin d'y ajouter une cuisine et une salle polyvalente. 
La dernière réalisation commune du couple sera la permanence médicale de Cornavin à Genève en 1971.  
Le couple se sépare en 1972, puis Claude s'installe à Paris et travaille sur des projets plus traditionnels. À la fin des années 1970, elle collabore avec Jacques Couëlle pour une maison à Vence (non réalisée) et pour un hôtel en Sardaigne. Sa dernière maison bulle est la maison Cavy à Orsay.
À propos du principe de l’auto-construction, Claude Costy expliquera, dans la préface du livre de Joël Unal en 1981 : «dans notre ère écologique réapparaît cette possibilité de créer soi-même sa propre habitation.»
Après un voyage en Crète, elle découvre la poterie, et prend à son retour des cours à Paris. Elle se lance dans cette activité dans sa maison de Minzier lorsqu’elle arrête son activité d'architecte à la fin des années 1990,.

## Les maisons bulles
Le choix de construire une maison bulle est d'abord économique. Ses avantages sont l'emprise au sol restreinte et des fondations légères : la bulle repose sur une surface d'appui très réduite pour un grand volume,. De plus, elle offre le plus grand volume intérieur pour la plus petite surface extérieure. La quantité de béton nécessaire est ainsi quatre fois moins importante et le volume à chauffer 1,5 fois moindre pour une surface au sol comparable à une maison parallélépipédique. Cependant, le second œuvre revient plus cher que dans une maison traditionnelle car tout doit être adapté à cette forme, notamment les fenêtres et le mobilier. 
Mais au-delà de ces considérations purement économiques, une philosophie est bien présente chez tous les adeptes du mouvement de l’architecture organique , dont fait partie Claude Costy. Pascal Haüsermann, son compagnon de route, l'explique dans un reportage de la Télévision Suisse Romande, en 1974 : « C’est l’architecture qui doit s’adapter à la vie des individus, et pas l’inverse. La forme ronde est la plus naturelle, les mouvements du corps évoluent mieux dans un environnement rond plutôt que carré.»
En 1963, l'idée de départ de la cellule Novéry était de pouvoir combiner des modules bulles en plastique achetés en grande surface, des modules Häusermann, Chanéac ou Lovag, assemblés grâce à des raccord universels. Chacun aurait pu construire une maison différente avec des modules de base identiques. Mais ce concept n'a pas marché et a été abandonné.
Le couple a ensuite développé la technique du voile de béton projeté sans coffrage, qui permet également de concevoir des formes ovoïdes de grande portée. Dans ce type de maison, on peut concevoir le mobilier en béton intégré dans la structure,,. Et il est également possible de les agrandir, les portes-fenêtres pouvant servir de connexion avec de nouvelles sphères comme dans l'école maternelle de Douvaine. On peut facilement les démonter (maison Coquillage) et les transporter (théâtre mobile Antoine).
La technique du gunitage, du béton projeté sur une armature métallique entourée de grillage, présente cependant de nombreux désavantages, en termes thermique, phonique et d'entretien. Les constructeurs étant souvent autoentrepreneurs, se posent la question de la qualité du dosage du béton, du traitement des joints, de la qualité de la matière première... qui rendent difficile la préservation de ces maisons. Leur rénovation engendre des coûts importants (Balcon de Belledonne, Motel de l'eau vive) .

## Réalisations

### Principales réalisations avec Pascal Häusermann
- 1963 : Cellule Novéry, à Minzier, en Savoie avec Pascal Häusermann, Eric Hoechel et Bruno Camoletti[21].
- 1966 : Le Balcon de Belledonne, centre de loisirs à Sainte-Marie-du-Mont, dans l'Isère[22]. Ce centre appelé aussi "La Baleine", regroupait un restaurant végétarien de 56 places, une piscine, un solarium et un sauna. Les lieux ouvrent le 14 juillet 1966 mais seront rapidement abandonnés[4]. Il a été partiellement rénové entre 2007-2020 par Olivier Fournier[23]. Depuis 2021, Alice Christophe et Scott Lawrimore restaurent le lieu pour le retourner à son état d'origine dans le respect des techniques de 1966[24]. Il a été transformé en maison d’habitation. Labellisé Architecture contemporaine remarquable en 2003[25].
- 1966-1967 : Club Tekki, centre de loisirs, 125 rue de Sèvres à Paris. Ce club construit pour John Lasry et un groupe passionné d'arts martiaux est aujourd’hui détruit, il comportait une piscine, un solarium, une plage et un restaurant[26].  La piscine était suspendue au troisième étage avec une plage de 60 m2[4].
- 1966-1971 : Maison Barreau à Apremont, en Savoie[27].
- 1966 : Maison Coquillage, à Orléans, Val-de-Loire. Cette maison coquillage a été construite pour les Floralies de 1967 et a été conçue comme un prototype de maison qui pouvait facilement se construire et se transporter. Elle servait de salle de réunion pendant le temps des Floralies et a été détruite quelques années après. Elle a gagné le prix des maisons individuelles organisé par le journal Marie Claire[28]. La maison coquillage existait en trois versions, 60, 80 ou 100 m2. Une seule maison de 80 m2 sera réalisée en 1968 à Mery-sur-Cher [8].
- 1967 : Motel de l'eau vive, à Raon-l'Étape, dans les Vosges est composé d'une bulle principale de réception avec cuisine, espace restaurant, et de neuf pavillons bulles pour les chambres, de 2 à 4 couchages[29]. Ce motel a connu de nombreux propriétaires, a été rebaptisé Museumotel en août 2007 puis fermé en 2015. Il a réouvert en 2024 et a repris définitivement son nom d'origine[30].  Classé MH (2014)[31].
- 1968 : Villa la Ruine à Minzier, en Haute-Savoie[32].  Inscrit MH (2017)[33].
- 1969 : Théâtre mobile pour la compagnie Patrick Antoine. Il a été construit pour flotter sur le lac Léman et être déplacé dans les différentes villes au bord du lac, Genève, Lausanne, Évian-les-Bains, etc. Il a été ensuite transporté et monté à Saint-Herblain, puis à Courbevoie avant d'être détruit en 1971 à la dissolution de la troupe. Il comprenait deux doubles sphères, une principale pour la salle de spectacle, les galeries, un foyer-bar et les entrées, et l'autre pour la scène[34].
- 1970 : JH 70, Bignens[35]. JH sont les initiales de Jossermoz et Häusermann. La JH 70 est un prototype de maison bulle en bois construit et réalisé par l'entreprise de menuiserie annécienne Jossermoz[1].
- 1972 : Atelier de poterie Palègre à Ponsas, dans la Drôme. Il a été construit pour Jean-Paul et Suzy Brunet[36].
- 1971-1972 : Permanence médicale Cornavin avec Pascal Häusermann et Patrick Le Merdy à Genève en Suisse[37],[38]. Inscrit à l'inventaire des immeubles dignes d'être protégés du canton de Genève[39].

### Réalisations de Claude Costy
- 1962 : Maison au bord du lac Léman à Thonon-les-Bains en Haute-Savoie.
- 1971-1978 : École maternelle de Douvaine en Haute-Savoie  Inscrit MH (2017)[40].
- 1973-2008 : Maison Unal à Labeaume en Ardèche  Inscrit MH (2010)[41].
- 1980-1981 : Maison Cavy à Orsay dans l'Essonne[42],[43].

#### Ouvrages
- Bernard Oudin, Dictionnaire des architectes, Seghers, 1994 (ISBN 2-232-10398-6 et 978-2-232-10398-8, OCLC 417224040, lire en ligne).
- Raphaëlle Saint-Pierre, Maisons-bulles : architectures organiques des années 1960 et 1970, Editions du Patrimoine, 2015 (ISBN 978-2-7577-0439-4 et 2-7577-0439-7, OCLC 930364222, lire en ligne).
- Jean-Michel Wilmotte et Alain Bouldouyre, Dictionnaire amoureux de l'architecture, Plon, 2016, (ISBN 978-2-259-21807-8 et 2-259-21807-5, OCLC 966447079, lire en ligne).
- Joël Unal et Daniel Abel, Arcs-en-ciel d'Ardèche : la maison Unal : architecture de Claude Häusermann-Costy & Joël Unal, Aubenas, Plumes d'Ardèche, impr. 2012 (ISBN 978-2-915195-08-8 et 2-915195-08-0, OCLC 828239117, lire en ligne).
- Joel Unal, Pratique du voile de béton en autoconstruction, Paris, Editions Alternatives, Gallimard, coll. « AnArchitecture », 1981 (ISBN 2-86227-022-9 et 978-2-86227-022-7, OCLC 299376500, lire en ligne).
- Journal de l'exposition « Conquêtes spatiales, Pascal Häusermann, Jean-Louis Chanac, Claude Costy », CAUE 74, 2022.

#### Documentaire
- « La maison Unal / Claude Häusermann-Costy & Joël Unal », reportage de Julien Donata, 27 min, Les Films d'Ici 2015, diffusé sur Arte le dimanche 6 septembre 2015. Édité en DVD le 16 septembre 2015 par ARTE EDITIONS, Collection Architectures Volume 9. Documentaire visible sur le site Dailymotion.